# Euphoria (Def-Leppard-Album)
Euphoria ist das siebte Studioalbum der britischen Hard-Rock-Band Def Leppard. Es wurde 1999 veröffentlicht.

## Hintergrund
Nachdem sich Def Leppard mit dem Album Slang 1996 zeitgemäßeren Klängen zugewandt hatten, besann sich die Gruppe für Euphoria wieder auf das Erfolgsrezept von Alben wie Pyromania, Hysteria und Adrenalize. Zwar kehrte Mutt Lange nicht als Produzent ans Mischpult zurück, wurde aber für das Songwriting von drei Titeln (It's Only Love, All Night und Promises) sowie den Hintergrundgesang hinzugezogen. Die Produktion übernahm erneut Pete Woodroofe, die Aufnahmen fanden im Studio von Sänger Joe Elliott in Dublin statt.
Als Gastmusiker wirkte Damon Hill, Formel-1-Rennfahrer und -weltmeister, auf dem Album mit. Er spielte das Gitarrensolo des Titels Demolition Man.
Euphoria wurde am 14. Mai 1996 veröffentlicht, die erste veröffentlichte Single war Promises.

## Rezeption
Thomas Kupfer (Rock Hard) schrieb zu diesem Album, schon der Titel des Albums mache klar, dass sich die Band auf „ihre erfolgreiche Vergangenheit besonnen“ habe. „So aggressiv“ habe Def Leppard „seit Jahren nicht mehr geklungen“. Was an Euphoria fasziniere, seien „die Nummern, die nicht so recht in die bisherige Erfolgsformel“ passen wollten. Kupfer nennt „das mit Prince-Einflüssen gespickte“ All Night, das „dramatische und über eine brillante Hookline verfügende“ Paper Sun und „das flotte Instrumental“ Disintegrate, das „vom Grundriff her deutlich an Switch 625 von der High & Dry-Scheibe“ erinnere. Mit „ein wenig Phantasie“ lasse sich „ein halbes Dutzend potentieller Hitsingles“ ausmachen. Das Album wische „den Großteil der Jahr für Jahr erscheinenden Melodic-Rock-Releases locker vom Tisch“.
Das Album erreichte in Deutschland Platz 14 der Hitparade, in den USA und Großbritannien jeweils Platz 11 der Album-Charts. Die ausgekoppelten Singles waren weit weniger erfolgreich: Nur die zwei international veröffentlichten Titel, nämlich Promises und Goodbye, konnten überhaupt Charterfolge verzeichnen, allerdings ausschließlich in den USA. Die weiteren veröffentlichten Titel Paper Sun, Day After Day und 21st Century Sha La La La Girl erschienen nur in den USA und konnten die Billboard Hot 100 nicht erreichen.

## Titelliste
1. Demolition Man (Campbell, Collen, Elliott) 3:24
2. Promises (Collen, Lange) 3:59
3. Back in Your Face (Collen, Elliott) 3:20
4. Goodbye (Savage) 3:36
5. All Night (Collen, Lange) 3:38
6. Paper Sun (Campbell, Collen, Elliott, Savage, Woodroffe) 5:27
7. It’s Only Love (Campbell, Elliott, Lange, Savage) 4:06
8. 21st Century Sha la la la Girl (Collen, Elliott, Savage) 4:06
9. To Be Alive (Campbell, Smith) 3:53
10. Disintegrate (Collen) 2:51
11. Guilty  (Campbell, Collen, Elliott, Savage, Woodroffe) 3:47
12. Day After Day (Campbell, Collen, Elliott) 4:36
13. Kings of Oblivion (Collen, Elliott, Savage) 4:18